# Nong Bua Lam Phu
Nong Bua Lam Phu é uma cidade na Tailândia, capital da província de Nong Bua Lam Phu.